# Dryopteris scottii
Dryopteris scottii är en träjonväxtart som först beskrevs av Richard Henry Beddome och som fick sitt nu gällande namn av Ren-Chang Ching.
Dryopteris scottii ingår i släktet Dryopteris och familjen Dryopteridaceae. Inga underarter finns listade i Catalogue of Life.